# Rue Thorel
Rue Thorel är en gata i Quartier de Bonne-Nouvelle i Paris andra arrondissement. Gatan är uppkallad efter den franske ingenjören och politikern Ernest Thorel (1815–1884). Rue Thorel börjar vid Rue Beauregard 9 och slutar vid Boulevard de Bonne-Nouvelle 27.

## Omgivningar
- Notre-Dame-de-Bonne-Nouvelle
- Square Jacques-Bidault
- Rue Notre-Dame-de-Bonne-Nouvelle
- Rue Poissonnière
- Rue de la Lune
- Rue de la Ville-Neuve
- Rue Notre-Dame-de-Recouvrance
- Rue des Degrés

## Bilder
| - Gatuskylt. - Ernest Thorel. - Kyrkan Notre-Dame-de-Bonne-Nouvelle. - Square Jacques-Bidault. |

## Kommunikationer
- Tunnelbana – linjerna   – Bonne-Nouvelle
- Busshållplats Poissonnière – Bonne-Nouvelle – Paris bussnät, linjerna 20 39

### Webbkällor
- ”Rue Thorel”. Mairie de Paris. https://web.archive.org/web/20160303181120/http://www.v2asp.paris.fr/commun/v2asp/v2/nomenclature_voies/Voieactu/9272.nom.htm. Läst 25 juli 2022.
- ”Rue Thorel (2ème arrondissement)”. Les rues de Paris. https://web.archive.org/web/20180213173841/http://www.parisrues.com/rues02/paris-02-rue-thorel.html. Läst 25 juli 2022.